# Limpsfield

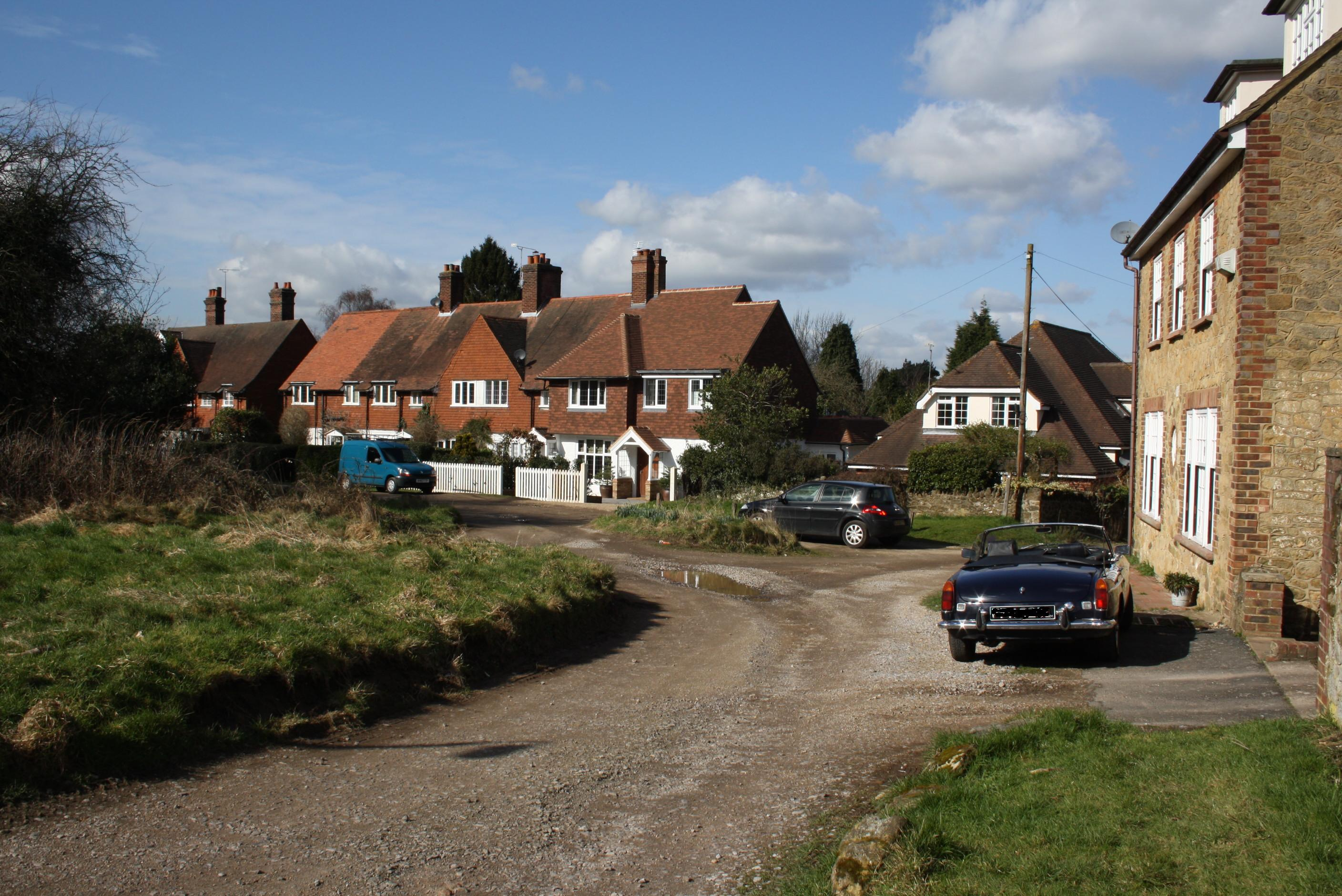

Limpsfield est un village et une paroisse de l'est du comté du Surrey près d'Oxted au pied des North Downs entre la M25 et l'A25.

## Histoire
Le village est cité dans le Domesday Book en 1086 sous le nom de Limenesfeld.
L'église normande de Saint-Pierre a été construite au XIIe siècle. On compte ainsi près d'une vingtaine de bâtiments médiévaux dans le village.
Le compositeur Frederick Delius et sa femme Jelka Rosen sont enterrés dans le cimetière de l'église. Le chef d'orchestre anglais, Sir Thomas Beecham, y repose également, à seulement quelques mètres de Delius, dont il a soutenu et encouragé la musique. Une autre tombe voisine est occupée par la violoncelliste Beatrice Harrison, qui a vécu à Oxted, et qui travaillé en étroite collaboration avec Delius et Beecham.

## Aujourd'hui
Le village est situé dans la zone du NT et est desservi par la gare d'Oxted.

## Autres personnalités
- Colin Cowdrey, ancien capitaine de l'équipe de cricket d'Angleterre.
- Arthur Rackham, qui a habité dans un petit hameau au sud de Limpsfield.
- Davina McCall, présentatrice de télévision et actrice Anglaise, qui a passé une partie de son enfance à Limpsfield.
- George Eliot, romancière, poète, essayiste et traductrice britannique,
- George Henry Lewes, philosophe et critique littéraire britanniquen